# Pseudohercitis umbonata
Pseudohercitis umbonata är en skalbaggsart som beskrevs av Gutierrez 1952. Pseudohercitis umbonata ingår i släktet Pseudohercitis och familjen Melolonthidae. Inga underarter finns listade i Catalogue of Life.